# Obihiro (stacja kolejowa)
Obihiro (jap. 帯広駅 Obihiro-eki) – stacja kolejowa w Obihiro, na wyspie Hokkaido, w Japonii. Została otwarta 21 października 1905 roku. Stacja posiada 2 perony.